# Музей американской компьютерной и робототехники
Музей американской компьютерной и робототехники (англ. American Computer & Robotics Museum) — музей истории вычислительной техники в Бозмене (Монтана, США). Музей был основан в 1990 году как Американский музей компьютеров, рассказывающий об истории вычислительной техники, коммуникаций, искусственного интеллекта и робототехники.  

## История
Музей был основан Джорджем и Барбарой Керемеджиевыми как некоммерческая организация в мае 1990 года в Бозмене, штат Монтана. Вероятно, это старейший сохранившийся музей, посвященный истории компьютеров в мире. Экспонаты музея прослеживают более 4 тысяч лет истории вычислительной техники и информационных технологий. Джордж Керемеджиев скончался в ноябре 2018 года , но его жена Барбара, Совет музея и исполнительный директор музея продолжают работать над достижением его целей по «сбору, сохранению, интерпретации и демонстрации артефактов и истории информационной эпохи». 
Миссия музея: «... исследовать прошлое и представлять будущее информационного века с помощью вызывающих размышления экспонатов, инновационного повествования и смелого обмена идеями».

## Экспозиция
Постоянная музейная коллекция включает несколько экспозиций. Первая экспозиция «Основные вехи информационной эры» представляет собой обзор информационных технологий примерно с 1860 г. до н. э. с развитием древних систем письма до 1976 г. н. э. с появлением персонального компьютера Apple I. В музее представлена космическая программа NASA Apollo, включающая экспонаты NASA, предоставленные в аренду смитсоновским Национальным музеем воздухоплавания и астронавтики, такие как бортовой управляющий компьютер «Аполлона» и часы, которые носил на Луне командир Аполлон-15 Дэвид Скотт, а также последний сохранившийся транзисторный военный компьютер с миссии Аполлон-11 UNIVAC 1218-II. Ещё одна экспозиция включает в себя обширную коллекцию ранних персональных компьютеров, таких как Altair 8800, IMSAI 8080, Commodore PET, Sol-20, Apple II, Apple III, Apple Lisa, Apple Mac, KIM-1 и SYM-1. В музее представлены несколько экспонатов, посвященных дешифровальной машине Энигма времён Второй мировой войны, нейронным вычислениям и искусственному интеллекту, офисным и коммуникационным технологиям, робототехнике и автоматизации с голливудскими артефактами, видеоиграм и будущему вычислений с прицелом на квантовые вычисления. Специальная экспозиция музея — Музей старинных персональных компьютеров Macintosh, частная коллекция, переданная в дар музею семьёй коллекционера Адама Розена.

## Награды
В 1994 году музей получил премию Дибнера за выдающиеся достижения в музейных экспонатах от Общества истории технологий.
Начиная с 1997 года музей вручает премии Штибица и Уилсона при поддержке Университета штата Монтана. Премия Штибица за инновации в области компьютеров и коммуникаций названа в честь доктора Джорджа Р. Штибица, который построил первый электрический двоичный слагающий блок (полусумматор Штибица «Model K Аdder») в 1937 году. Премия Уилсона за инновации в области технологий биоразнообразия названа в честь почётного профессора Гарварда доктора Эдварда О. Уилсона. В 2011 году музей учредил новую премию «За достижения всей жизни».